# Эротические ночи живых мертвецов
«Эротические ночи живых мертвецов» (итал. Le notti erotiche dei morti viventi, англ. Erotic Nights of the Living Dead) — итальянский эротический фильм ужасов 1980 года, пародия на картину «Ночь живых мертвецов» (1968). Лента снята в поджанре сплэттер-сексплуатация; ряд источников называет её не «эротическим», а «порнографическим» фильмом.

## Сюжет
Мужчина и женщина находятся в психиатрической лечебнице. Через воспоминания мужчины, капитана Ларри О’Хары, зритель узнаёт предысторию.
Джон Уилсон, землеустроитель иностранной компании, прибывает в Доминиканскую Республику, чтобы выбрать место для будущего отеля; он арендует тропический остров, на котором — он об этом, конечно же, не подозревает — лежит проклятие вуду. Накануне своего отбытия туда, он занимается в гостинице сексом с двумя проститутками, которых он сильно пугает одним лишь упоминанием названия Острова Кошки. В холле он встречает Фиону, светскую львицу, которая, по её словам, только что ушла от своего престарелого богатого любовника. Джон делает красавице куннилингус.
Капитан небольшого судна, Ларри О’Хара, проводит ту же ночь на своей лодке, занимаясь сексом с Лиз, владелицей местного ночного клуба. Когда они собираются уходить, Лиз замечает зомби, идущего по мелководью порта, его рука протянута к ним. О’Хара убивает его абордажной кошкой. Позже в морге доктор осматривает труп, кишащий личинками, но мертвец внезапно хватает его, убивает укусом в шею и уходит.
На следующий день Уилсон нанимает О’Хару, чтобы тот отвез его и Фиону на остров. Капитан рассказывает ему о легенде, окружающей остров, о зомби во главе с Кошкой. Ночью, в пустом ночном клубе Лиз, его хозяйка выходит на сцену и танцует для О’Хары, откупоривая бутылку шампанского своим влагалищем. В своей комнате с Фионой Уилсон внезапно чувствует чьё-то невидимое присутствие. Это Луна, которая сидит на кладбище острова и устанавливает с ним контакт, царапая свою руку, — у неё оказывается зелёная кровь. О’Хара замечает чёрную кошку в ночном клубе, которая шипит и уходит.
На следующий день группа отплывает на остров, где их встречают Луна и старик-шаман. Они требуют, чтобы троица покинула остров, поскольку он является домом для зомби из мёртвых туземцев. Прибывшие не обращают внимания на предупреждение и начинают исследовать остров. Мёртвые поднимаются из могил и начинают преследовать пришельцев, а Луна оборачивается кошкой. Капитан Ларри очень нравится Луне, поэтому она даёт ему амулет, оберегающий от зомби. Зомби кусают жадного дельца Уилсона, и Ларри убивает его выстрелом в голову. Вскоре Ларри и Фиона загнаны зомби в угол, но паре удаётся сбежать с острова с помощью амулета. По возвращении на «большую землю» они помещены в психиатрическую лечебницу, так как их истории никто не верит.

## В ролях
- Лаура Гемсер — Луна
- Джордж Истмен[итал.] — Ларри О’Хара, капитан
- Дирсе Фунари[итал.] — Фиона, светская львица
- Марк Шанон[итал.] — Джон Уилсон, землеустроитель[англ.]
- Люсия Рамирес[итал.] — Лиз, владелица ночного клуба (в титрах не указана)

## Производство и показ
Съёмки фильма проходили в городе Санто-Доминго (столица Доминиканской Республики) и его окрестностях. Параллельно, в той же локации, со схожим сюжетом и с тем же актёрским составом д'Амато снимал «Порнохолокост».
Премьера ленты состоялась в ФРГ 6 ноября 1980 года, спустя двенадцать дней она была представлена в Италии. Официальный релиз в других странах:
- 1981 год — Испания (только в Мадриде), Франция, Гонконг (Международный кинофестиваль в Гонконге[англ.]), США (кабельное ТВ);
- 1982 год — США (ограниченный показ в кинотеатрах), Испания (только в Барселоне);
- 1985 год — Аргентина (показ по ТВ), Нидерланды
- 1990 год — Япония («сразу-на-видео»)
- В 2018 году дублированный на английский язык фильм был выпущен на Blu-ray Disc[6].

На родине фильм не снискал особой популярности, его режиссёр Джо д’Амато так позднее сказал: «„Эротические ночи живых мертвецов“ стали полным фиаско. Я попытался смешать два моих любимых жанра [фильм ужасов и эротика], в данном случае больше склоняясь к эротической стороне, но фильм был отвергнут публикой».

## Критика
- Кинокритик Луис Пол. «„Эротические ночи живых мертвецов“ — это чистый кинематографический хоррор-трэш, но, тем не менее, смотрибельный. В истории итальянских фильмов ужасов нет другого полнометражного фильма, подобного этому»[8].
- Кинокритик Дэнни Шипка дал как «Эротическим ночам…» так и «Порнохолокосту» негативные отзывы, критикуя актёрскую игру, кровавые эффекты и сексуальные сцены; он заявил, что слияние «жёсткого секса и экстремального насилия вызывает беспокойство».
- В книге Zombie Movies: The Ultimate Guide о фильме сказано так: «один из худших, если не самый худший итальянский фильм о зомби, когда-либо снятый»[9].
- Mondo-Digital.com. «„Эротические ночи живых мертвецов“, безусловно, не самое крупное кинематографическое достижение Д’Амато, тем не менее, является увлекательным и странно милым творением в стиле shaggy dog, которое, похоже, не имеет ни малейшего представления о том, на какую аудиторию оно рассчитано. Конечно, это делает его ещё более интересным сейчас, когда время превратило его в безумную диковинку с ещё одной актёрской игрой Истмена[итал.] с выпученными глазами, великолепной движущей силой Марчелло Джомбини[итал.] (под псевдонимом Плуто Кеннеди) и этим сюрреалистическим пинг-понгом между ужасом и сексом, в котором Д’Амато специализируется уже несколько лет»[10].